# Al-Qutayfah
Al-Qutayfah (tiếng Ả Rập: القطيفة) là một thành phố ở Syria, thuộc chính quyền của Chính phủ Rif Dimashq, thủ phủ của huyện al-Qutayfah. Nó nằm khoảng 40 kilômét (25 mi) phía đông Damascus. Theo Cục Thống kê Trung ương Syria (CBS), al-Qutayfah có dân số 26.671 trong cuộc điều tra dân số năm 2004. Cư dân của nó chủ yếu là người Hồi giáo Sunni.